# The Adventures of Hutch the Honeybee
The Adventures of Hutch the Honeybee (яп. 昆虫物語みなしごハッチ контю моногатари минасиго хатти, «Легенда о насекомом: Пчелка Хатч»), также Honeybee Hutch (яп. みなしごハッチ минасиго хатти) — аниме-сериал производства Tatsunoko Productions, посвященный приключениям пчёлки по имени Хатч, который теряет свою маму (пчелиную матку) во время осиного нашествия на улей, и пытается её отыскать. Оригинальный сериал транслировался в Японии с апреля 1970 по сентябрь 1971 года, он состоит из 91 серии. Особенностью Honeybee Hutch является трагический и иногда даже жестокий сюжет. Во многих сериях Хатч заводит новых друзей, которые погибают мучительной смертью.
В 1974 году было снято продолжение сериала под названием Shin Minashigo Hatchi (яп. 昆虫物語 新みなしごハッチ контю: моногатари син минасиго хатти, «Легенда о насекомом: Новый Хатч»), в котором главный герой заводит собственную семью. Дизайном персонажей занимался молодой Ёситака Амано. В 1989 году на телеканале Nippon Television началась трансляция ремейка оригинального сериала под тем же названием (Honeybee Hutch). Сценарий остался практически без изменений, но вся анимация была переработана. Сценарий ко всем трём версиям написал Дзиндзо Ториуми.
В июле 2010 состоялась премьера очередного ремейка Honeybee Hutch: Yuuki no Melody (яп. 昆虫物語 みつばちハッチ〜勇気のメロディ〜 контю: моногатари мицубати хатти ю:ки но мэроди:) в формате полнометражного анимационного фильма.